# Sorgvindefly
Sorgvindefly Aedia funesta är en fjärilsart som beskrevs av Eugen Johann Christoph Esper 1786. Sorgvindefly ingår i släktet Aedia och familjen nattflyn, Noctuidae. Sorgvindefly är funnen en gång i Sverige, i Kåseberga Skåne 2016. Inga underarter finns listade i Catalogue of Life.

## Bildgalleri

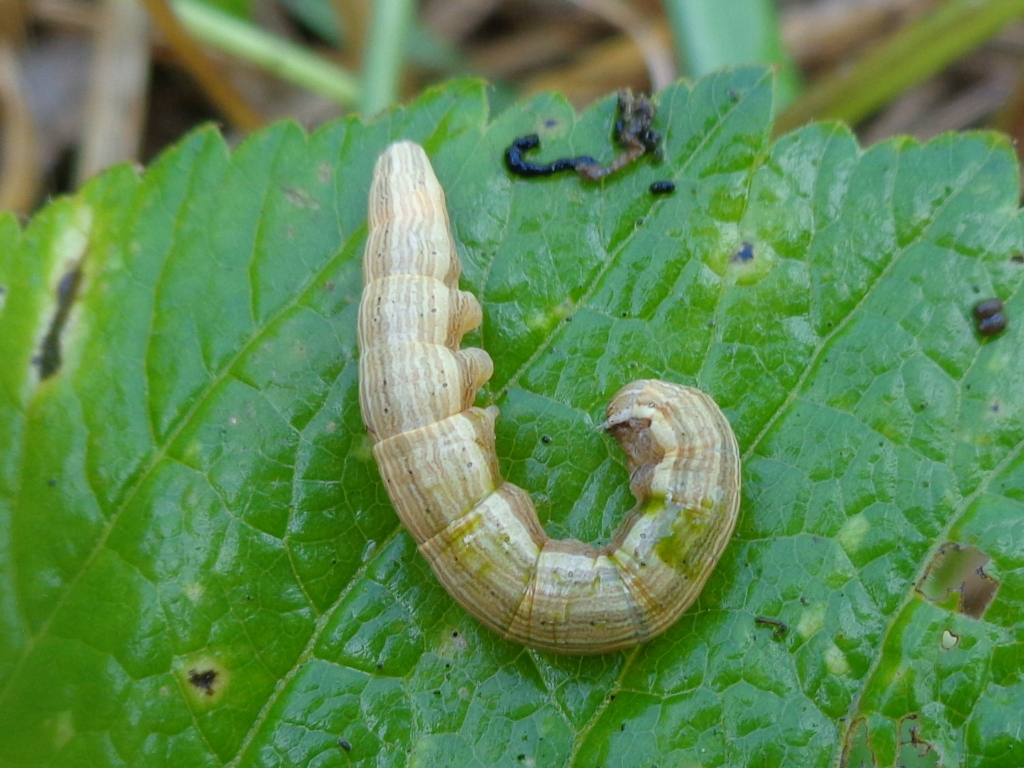
Fjärilens larv
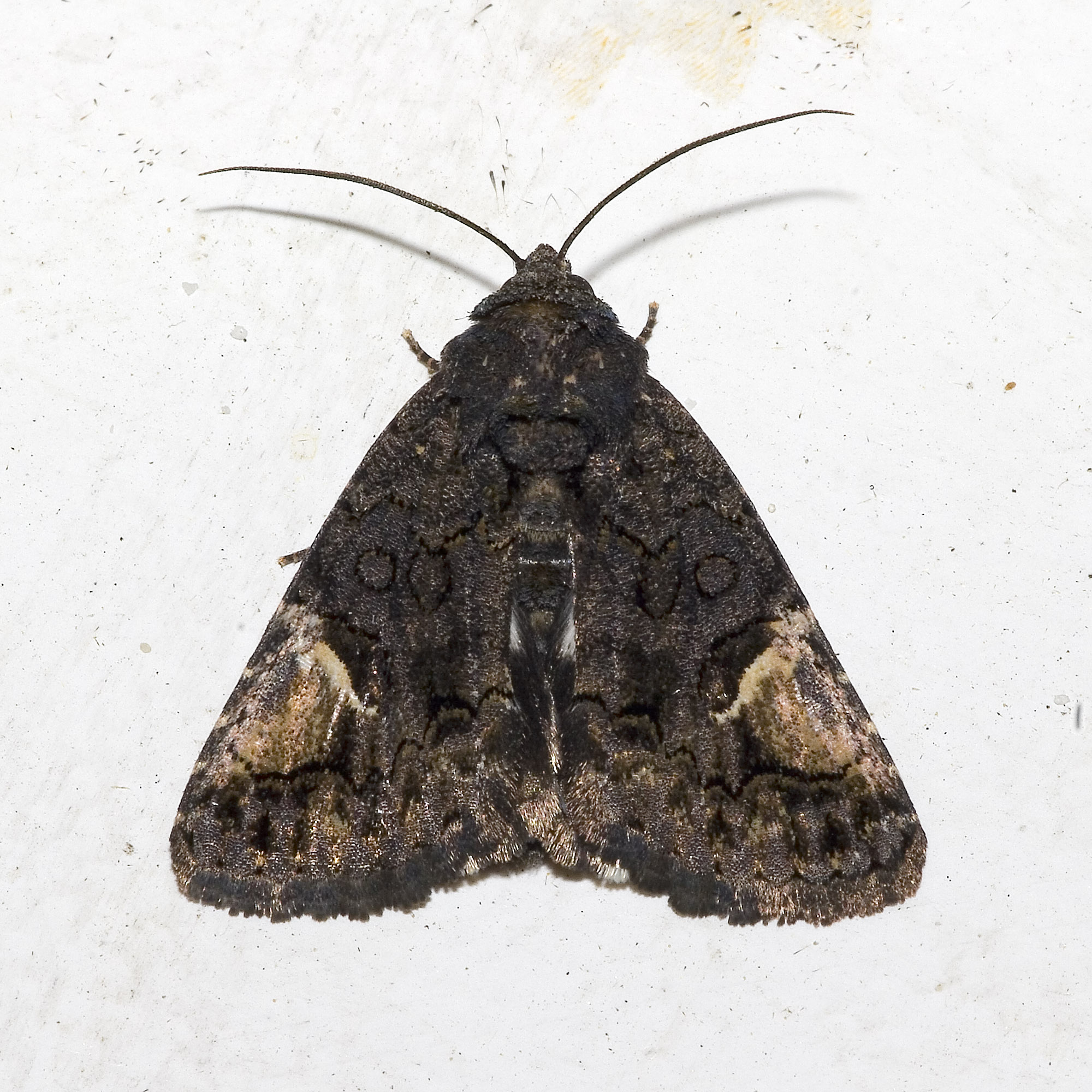
imago fjäril
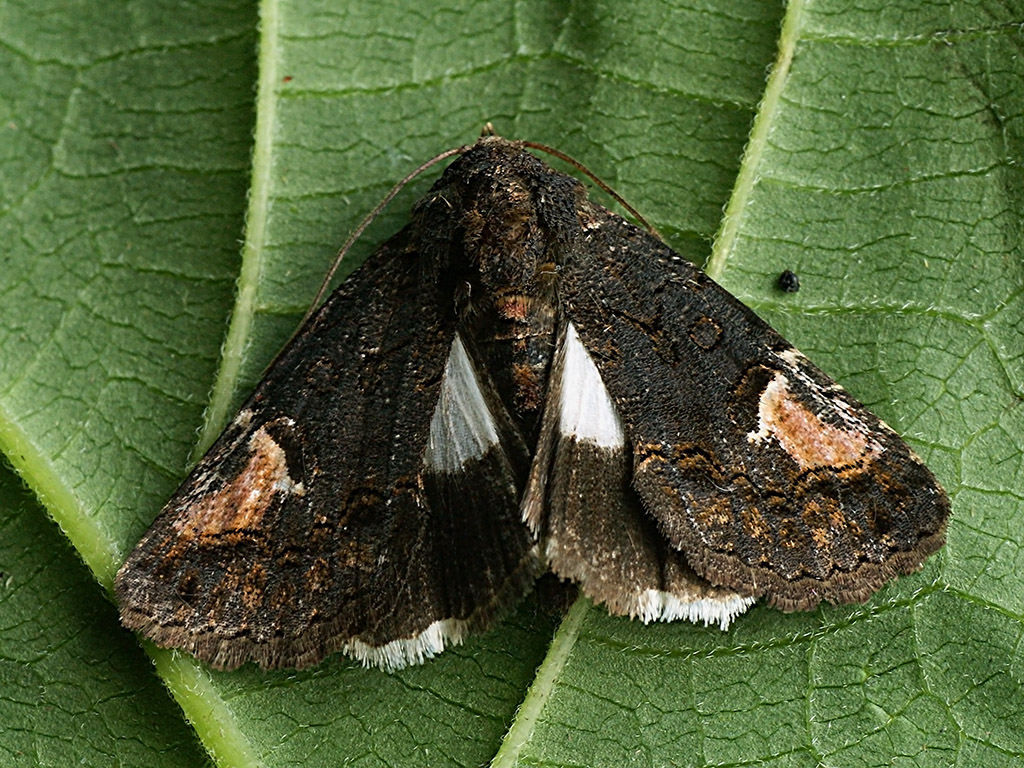
imago fjäril
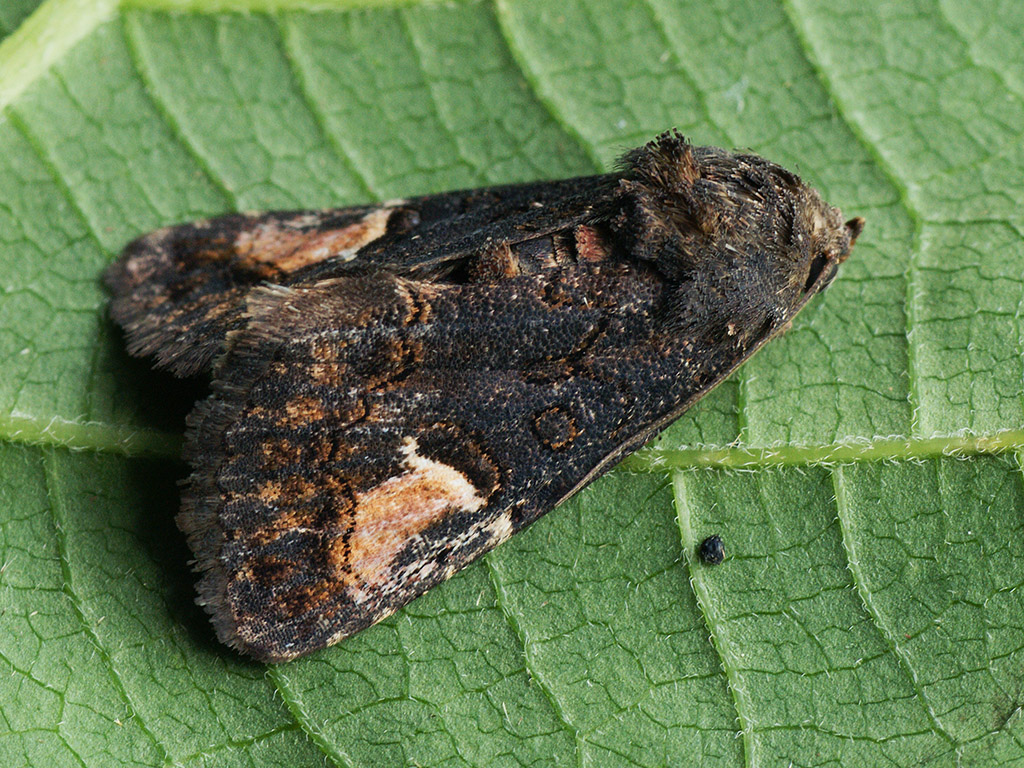
imago fjäril